# NRL All-Stars Game 2013
Das NRL All-Stars Game 2013 war die vierte Ausgabe des NRL All-Stars Game. In ihm gewannen die Indigenous All Stars 32:6 gegen die NRL All Stars. Ben Barba gewann als Man of the Match die Preston Campbell Medal.

## Auswahlverfahren
Wie im Vorjahr mussten einige Spieler verletzungsbedingt oder aus anderen Gründen ersetzt werden. Dies waren folgende:
- David Taylor, der durch Ashley Harrison ersetzt wurde[1]
- Billy Slater, der durch Jarryd Hayne ersetzt wurde. Da Hayne ohnehin für das All-Stars Game nominiert war, wurde der dadurch freigewordene Platz mit Justin O’Neill besetzt.[2]
- Cooper Cronk, der durch Shaun Johnson ersetzt wurde.[3]
- Anthony Watmough, der durch Kieran Foran ersetzt wurde.
- Paul Gallen, der durch Chris Heighington ersetzt wurde.[4]

## Das Spiel
| 9. Februar 19:45 | Indigenous All Stars | 32 : 6                 | NRL All Stars                                       | Suncorp Stadium, Brisbane Zuschauer: 41.021 |
| 9. Februar 19:45 | Versuche: Barba 10. erh., 21. erh., 31. erh. Robinson 46. n.erh., 71. erh., 78. n.v. Erhöhungen: Thurston (3/4) Prince (1/1) | (12:6, 6:0, 4:0, 10:0) | Versuche: Hayne 14. erh. Erhöhungen: Reynolds (1/1) | Suncorp Stadium, Brisbane Zuschauer: 41.021 |

| 1                  | Ben Barba          |
| 2                  | Reece Robinson     |
| 3                  | Justin Hodges      |
| 4                  | Greg Inglis        |
| 5                  | Blake Ferguson     |
| 6                  | Johnathan Thurston |
| 7                  | Scott Prince       |
| 8                  | George Rose        |
| 9                  | Travis Waddell     |
| 10                 | Andrew Fifita      |
| 11                 | Joel Thompson      |
| 12                 | Greg Bird          |
| 13                 | Nathan Peats       |
| Auswechselspieler: |                    |
| 14                 | Ryan James         |
| 15                 | Aidan Sezer        |
| 16                 | Joel Romelo        |
| 17                 | Jake Foster        |
| 18                 | Dane Nielsen       |
| 19                 | Timana Tahu        |
| 20                 | Jack Wighton       |

| 1                  | Jarryd Hayne       |
| 2                  | Akuila Uate        |
| 3                  | Shaun Kenny-Dowall |
| 4                  | Josh Morris        |
| 5                  | Brett Morris       |
| 6                  | Benji Marshall     |
| 7                  | Adam Reynolds      |
| 8                  | James Tamou        |
| 9                  | Cameron Smith      |
| 10                 | Ben Hannant        |
| 11                 | Ashley Harrison    |
| 12                 | Willie Mason       |
| 13                 | Chris Heighington  |
| Auswechselspieler: |                    |
| 14                 | Robbie Farah       |
| 15                 | Tim Grant          |
| 16                 | David Shillington  |
| 17                 | Feleti Mateo       |
| 18                 | Justin O’Neill     |
| 19                 | Kieran Foran       |
| 20                 | Shaun Johnson      |